# Chu Trang
Chu Trang (chữ Hán giản thể: 周庄; bính âm: Zhōuzhuāng) là một thị trấn thuộc địa cấp thị Côn Sơn, Cộng hoà Nhân dân Trung Hoa. Chu Trang cách Tô Châu 30 km về phía đông nam. Thị trấn này nổi tiếng với cảnh phố xá xen lẫn với phố cổ có 900 năm lịch sử với các con sông, suối, kênh xen lẫn phố xá. Thị trấn Chu Trang được mệnh danh là Venice của phương Đông.
Năm 2003, Chu Trang đã được công nhận là Trấn văn hóa lịch sử Trung Quốc.